# マツバギク
マツバギク（松葉菊、学名: Lampranthus spectabilis）は、ハマミズナ科（ツルナ科）マツバギク属（ランプラントゥス属）の多年草の種のひとつ。また、マツバギク属（Lampranthus）の総称のこと。葉が松に、花が菊に似ていることから松葉菊と名付けられた。本記事では、特に断らない限り、種としてのマツバギク（L. spectabilis）を説明する。
マツバボタン（スベリヒユ科）と名前が似ているが、別な植物である。また、マツバギクの葉は多肉であり、花の形もある種のサボテンに似ているので、サボテンの一種と誤解する人もいるが、多肉植物であるものの、サボテンとは全く別系統の植物である。
英語では耐寒マツバギク(Delosperma)と合わせてアイスプラント(iceplants)と呼ばれ、広義ではハマミズナ科全体を指す。日本語におけるアイスプラントは同科別属のMesembryanthemum crystallinumを指す。

## 形態・生態
茎は木質化し、地上を横に這い、先端が立ち上がる。茎は根本でよく分枝して、まばらなクッション状の群落になる。節があって、葉を対生する。
葉は多肉質で、断面がやや三角になった棒状。
花は一見キクにも似ている。花弁は細いものが多数並ぶ。花弁が紫色で、やや光沢がある。朝に花が開き、夕方に花が閉じる。春から夏にかけ、長期間開花を繰り返す。
増やしたい場合はさし芽を用いる。適期は4月から6月、9月から10月ごろで、肥料分が少ない赤玉土などを用いる。

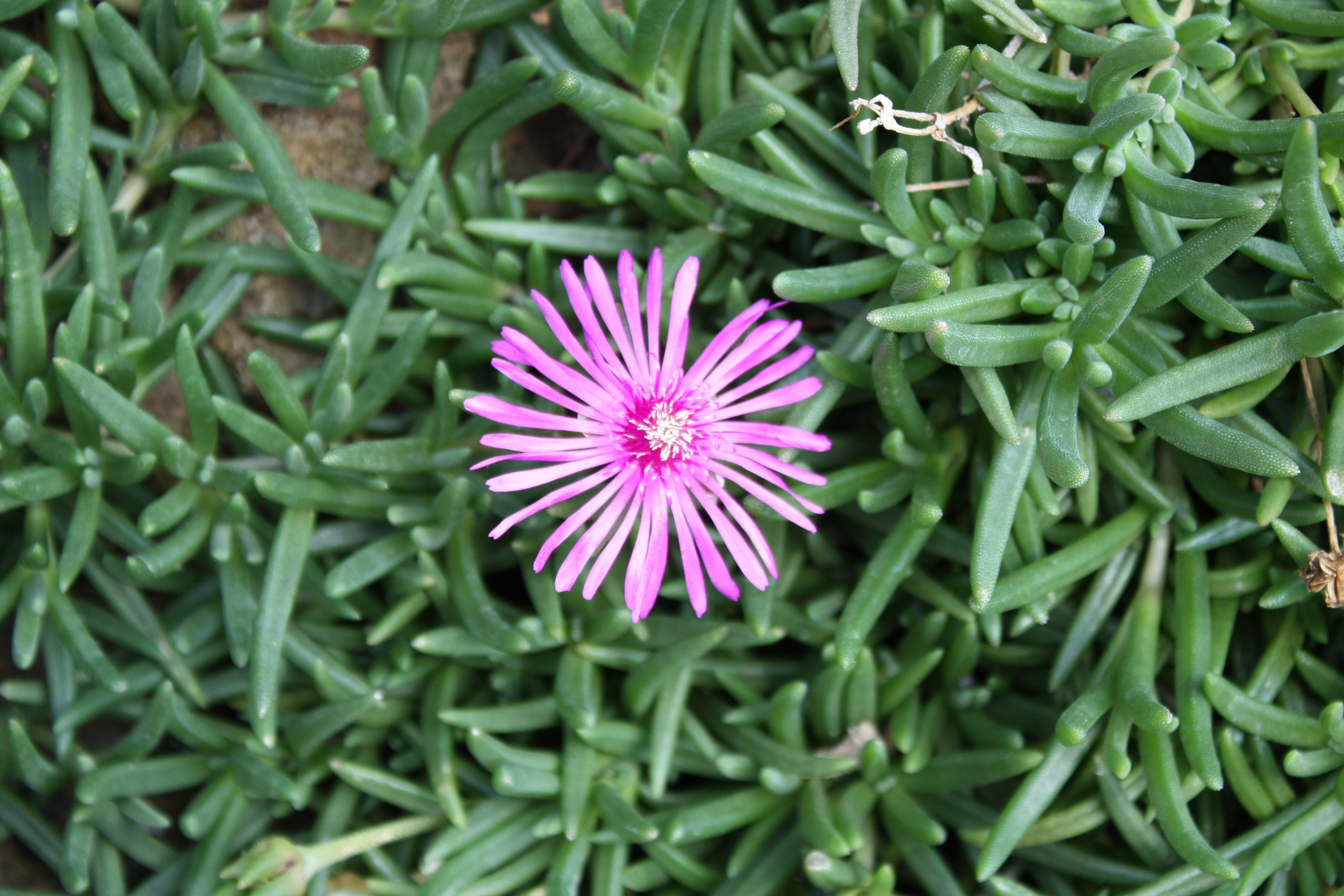
葉
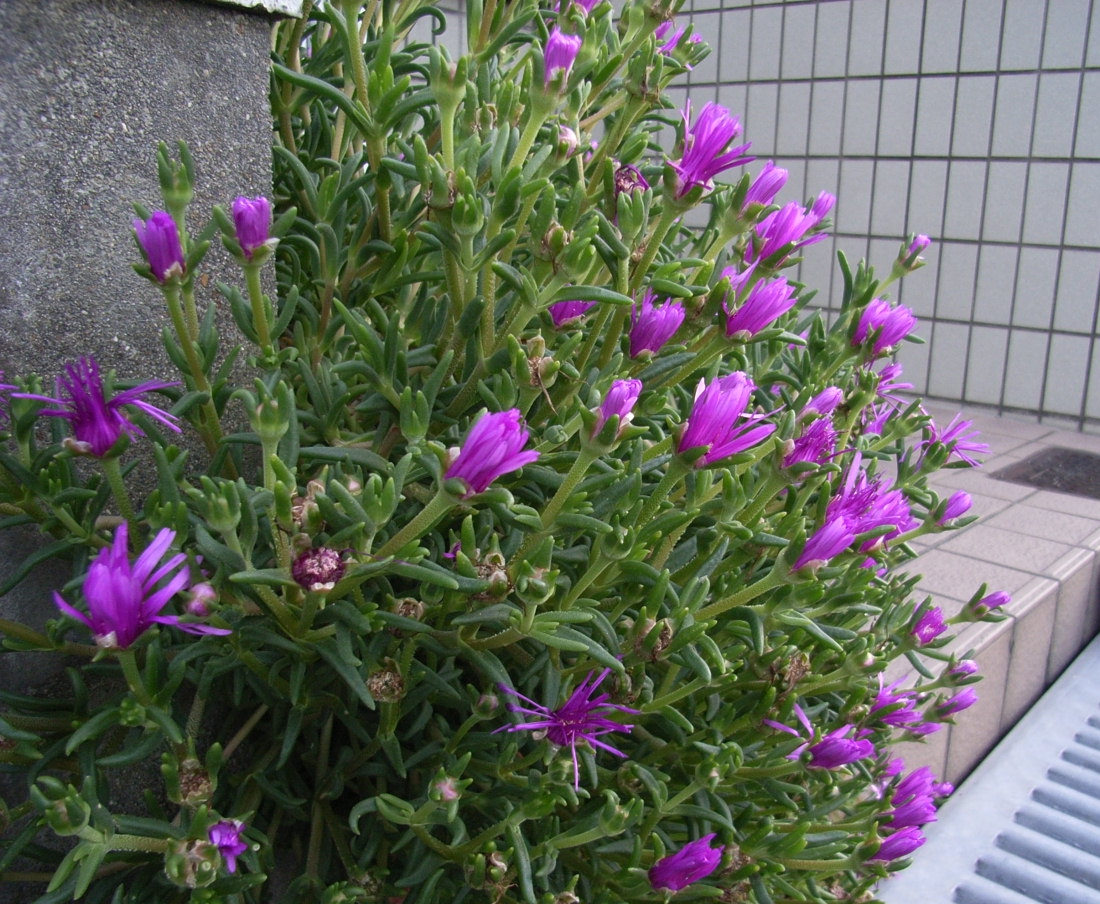
日が陰り、花弁が閉じたマツバギク

## 分布
南アフリカ原産。

## 人間との関わり

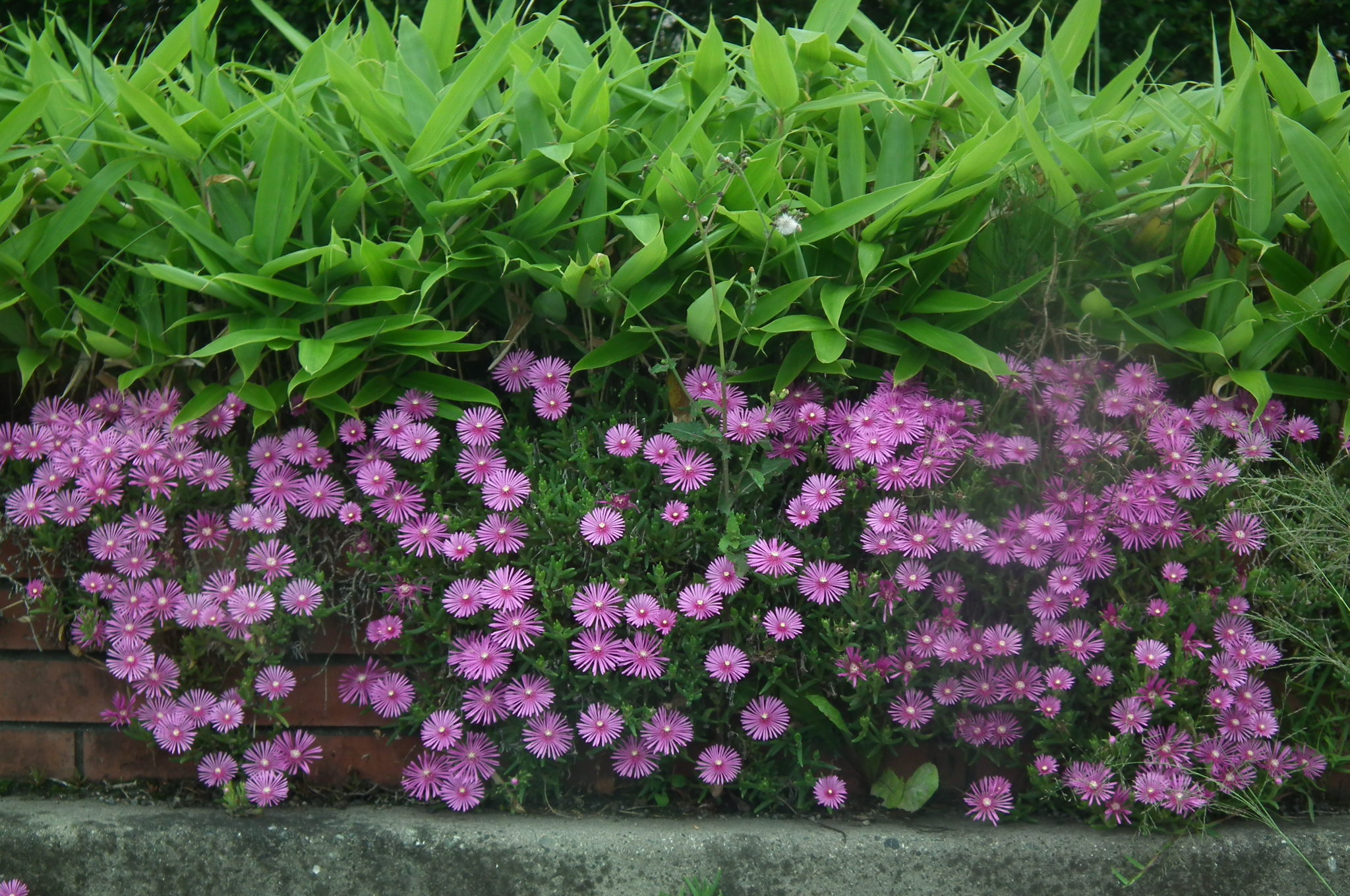
植え込みなどにもよく利用される。

高温や乾燥に強い上に、大きい群落になる。日本へは、明治初めに渡来、観賞用として花壇や石垣などで栽培されている。多湿による蒸れには弱いため、石垣の上や石組みの間、ロックガーデンなどに向いている。

## マツバギク属
マツバギク属（マツバギクぞく、学名: Lampranthus）は、ハマミズナ科（ツルナ科）の属の一つ。
- Lampranthus amoenus

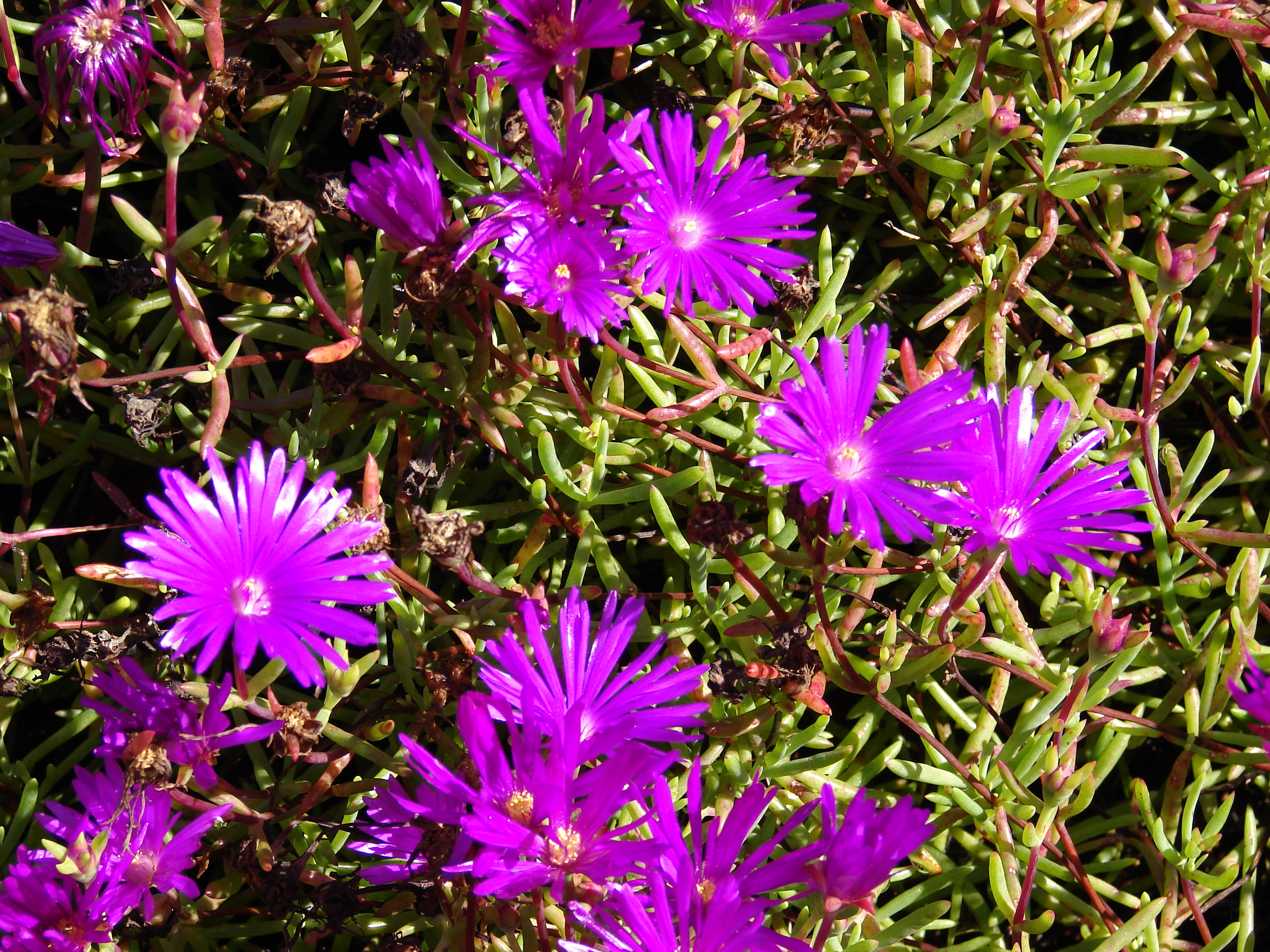
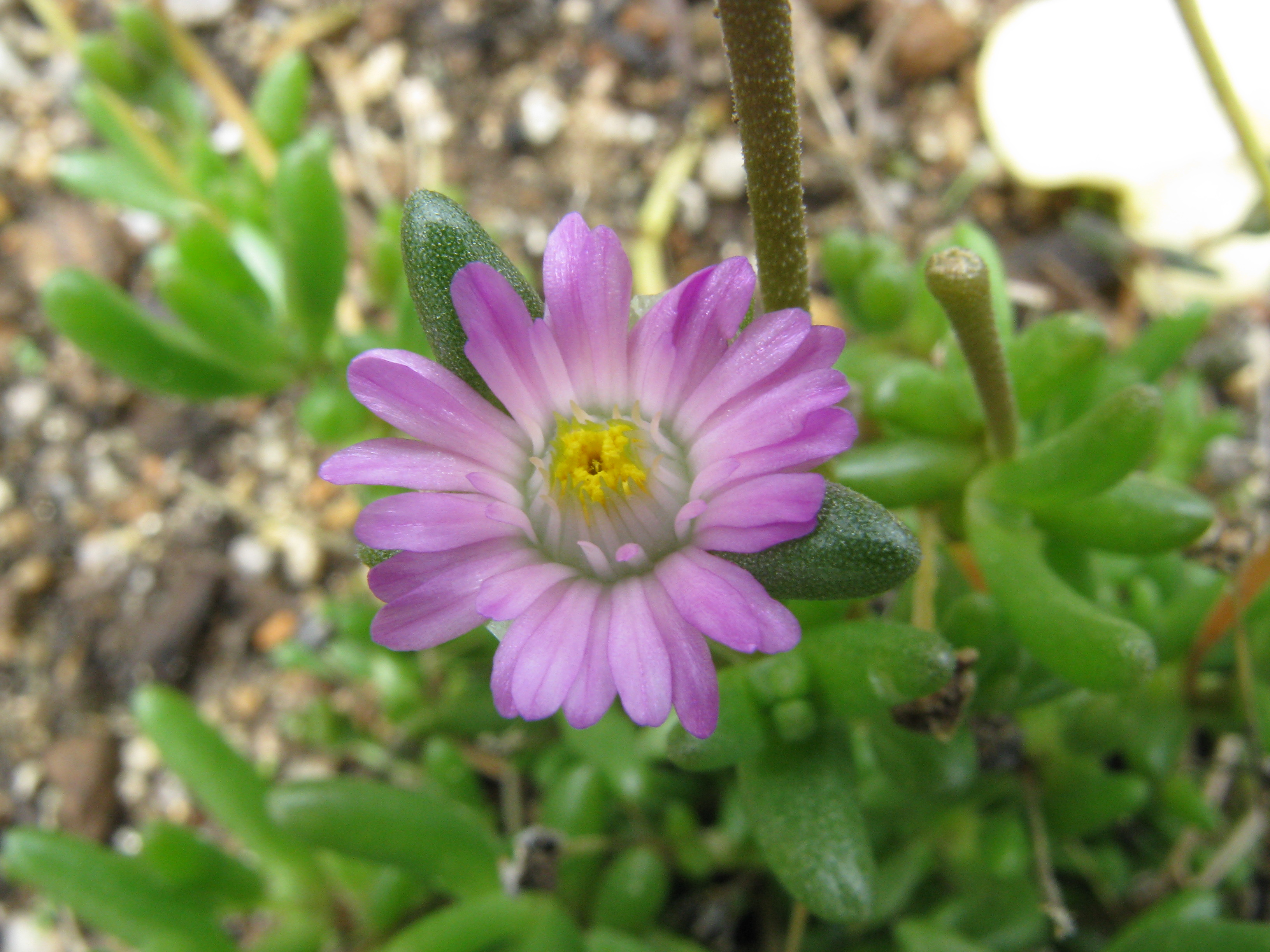
ヒメマツバギク

- Lampranthus aurantiacus
- Lampranthus coccineus
- Lampranthus deltoides
- Lampranthus falciformis
- Lampranthus glaucoides
- Lampranthus glaucus
- Lampranthus inconspicuus
- Lampranthus multiradiatus
- Lampranthus piquetbergensis
- Lampranthus productus
- Lampranthus reptans
- Lampranthus roseus
- Lampranthus sociorum
- マツバギク Lampranthus spectabilis - 5月上旬に咲く[5]。
- ヒメマツバギク（英語版） Lampranthus tenuifolius - 6〜8月に咲く[6]。
- Lampranthus zeyheri

- Lampranthus roseus
- ヒメマツバギク（英語版）

## 園芸上のマツバギク
園芸方面では、耐寒マツバギク (Delosperma cooperi) のようにデロスペルマ属 (Delosperma) の植物も「マツバギク」としていることがある。

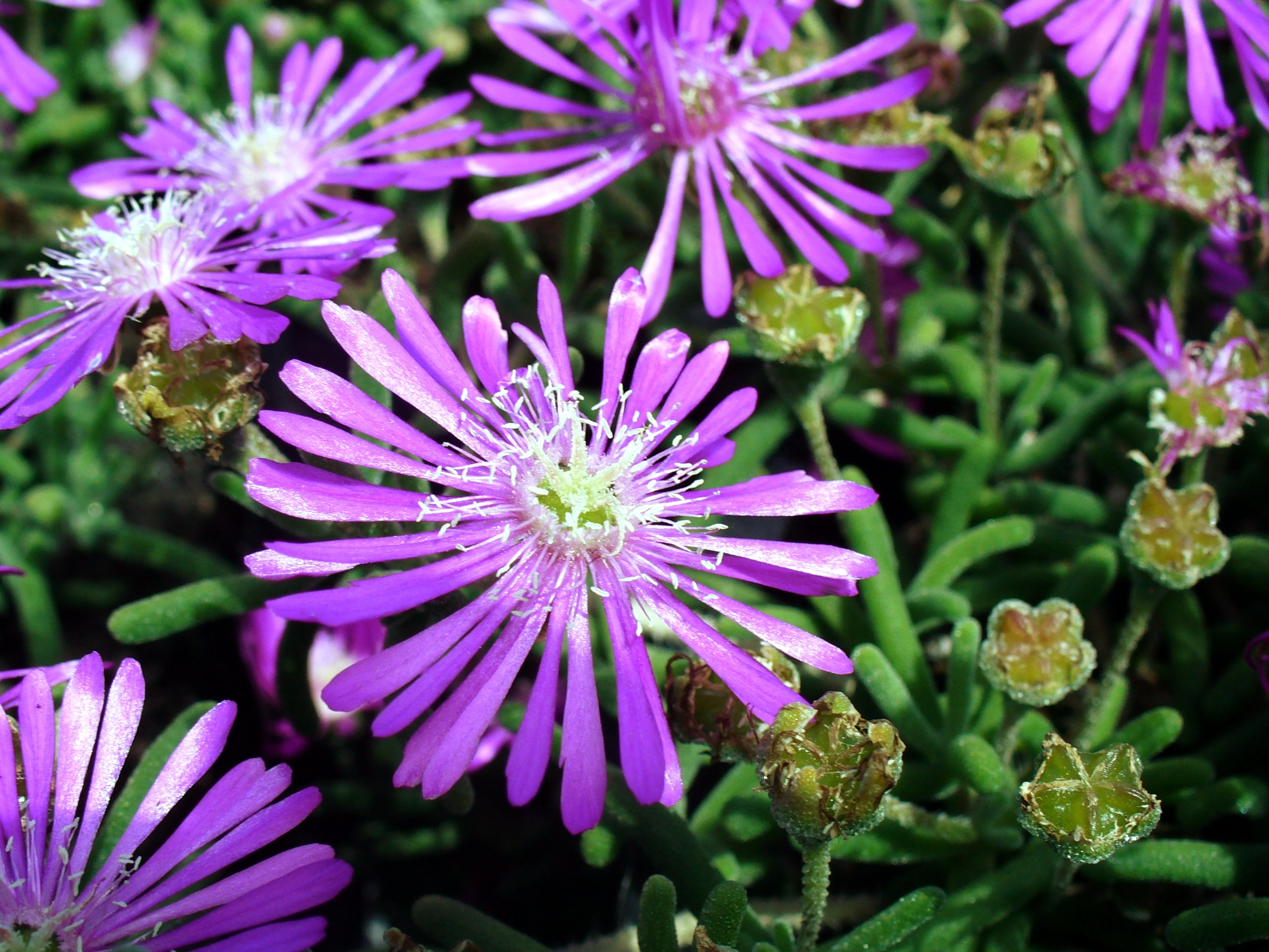
耐寒マツバギク（英語版）